# Deutsch-ivorische Beziehungen
Die Deutsch-ivorischen Beziehungen werden von dem Auswärtigen Amt als „traditionell freundschaftlich“ bezeichnet.

## Geschichte
Direkt nach der Unabhängigkeit der Elfenbeinküste von Frankreich im Jahre 1960 nahm die Bundesrepublik Deutschland (BRD) mit ihr diplomatische Beziehungen auf. Damit wurde eine am 14. Dezember 1959 in Abidjan eingerichtete Außenstelle des deutschen Konsulats Dakar in eine Botschaft umgewandelt. Von 1984 bis zur deutschen Wiedervereinigung unterhielt die Elfenbeinküste auch diplomatische Beziehungen mit der Deutschen Demokratischen Republik (DDR).
1999 begannen beide Länder eine Kooperation im Umweltschutz. Der ivorische Präsident Alassane Ouattara besuchte im Januar 2013 Berlin und traf die deutsche Bundeskanzlerin Angela Merkel. Bei dem Treffen ging es um eine verstärkte Kooperation im Bereich der Energieversorgung. Im November 2017 besuchte die deutsche Bundeskanzlerin Angela Merkel Abidjan, ⁣⁣um am EU-Afrika-Gipfel teilzunehmen.

## Wirtschaftliche Beziehungen
Das bilaterale Handelsvolumen zwischen beiden Staaten lag im Jahr 2021 bei 1,1 Milliarden Euro, womit die Elfenbeinküste zu den wichtigsten Handelspartnern Deutschlands in ganz Afrika zählte. Die Elfenbeinküste ist ein wichtiger Lieferant für die deutsche kakaoverarbeitende Industrie und exportiert nach Deutschland vorwiegend Rohkakao. 2019 stammten knapp 60 Prozent der deutschen Rohkakaoimporte aus der Elfenbeinküste.
Die KfW und die Deutsche Investitions- und Entwicklungsgesellschaft (DEG) sind seit 2017 bzw. 2018 in der Elfenbeinküste vertreten.

## Entwicklungszusammenarbeit
Seit dem Jahre 2011 wurden die entwicklungspolitische Zusammenarbeit vertieft und intensiviert. Seite den 1990er Jahren arbeiten beide Staaten beim Umweltschutz zusammen. Außerdem gibt es gemeinsame Projekte der Zusammenarbeit in den Bereichen Gesundheit/Familienplanung und HIV/AIDS-Prävention, Privatsektorentwicklung sowie Rohstoffgovernance.

## Kultur und Bildung
In der Elfenbeinküste besitzt die Deutsche Sprache einen hohen Stellenwert und knapp 300.000 Menschen lernen Deutsch als Fremdsprache. An den Universitäten von Abidjan und Bouaké gibt es eigene Germanistik-Institute mit jeweils über 1.000 Studierenden. Daneben sind auch ein Goethe-Institut und der Deutsche Akademische Austauschdienst in dem Land vertreten. Dank der deutschen Entwicklungshilfe an das Land und die Unterstützung beim Wiederaufbau nach dem Bürgerkrieg in der Elfenbeinküste genießt Deutschland in dem Land ein hohes Ansehen.

## Diplomatische Standorte
- Deutschland hat eine Botschaft in Abidjan.[6]
- Die Elfenbeinküste hat eine Botschaft in Berlin.[7]